# Witold Kukowski
Witold Kukowski, właśc. Witold Józef Adam Działosza Kukowski (ur. 16 sierpnia 1882 w Chełmnie, zamordowany 11 listopada 1939 w Piaśnicy) – polski ekonomista, dyrektor banku, urzędnik konsularny Estonii w Wolnym Mieście Gdańsku, właściciel Kolibek w latach 1919-39.

## Życiorys
Urodzony 16 sierpnia 1882 r. w Chełmnie jako syn Józefa, kupca i fabrykanta, i Blandyny, z domu Fethke, siostry ks. Józefa Fethke, dziekana i proboszcza w Wielu, i Teodory Gulgowskiej, artystki, działaczki kaszubskiej i współtwórczyni skansenu we Wdzydzach.  
Po ukończeniu gimnazjum klasycznego w Bydgoszczy (1903) studiował prawo i ekonomię w Monachium i Berlinie, następnie pracował w niemieckich bankach. W 1913 ożenił się z Zofią Ewą Benke, ziemianką z Nowego Dworu. W 1914 otworzył Bank Dyskontowy S.A. w Bydgoszczy, zostając jego większościowym udziałowcem. Bank ten wykupował liczne przedsiębiorstwa z rąk niemieckich, m.in. drukarnię w Kościerzynie (wznowiono tu polskojęzyczne pismo „Gryf”, założone przez dr Aleksandra Majkowskiego, wydawano też pod jego redakcją „Pomorzanina”). Kukowski wraz z A. Majkowskim, księdzem Dorszyńskim, M. Mokwą był delegatem na Polski Sejm Dzielnicowy w Poznaniu w dniach 3–5 grudnia 1918. 

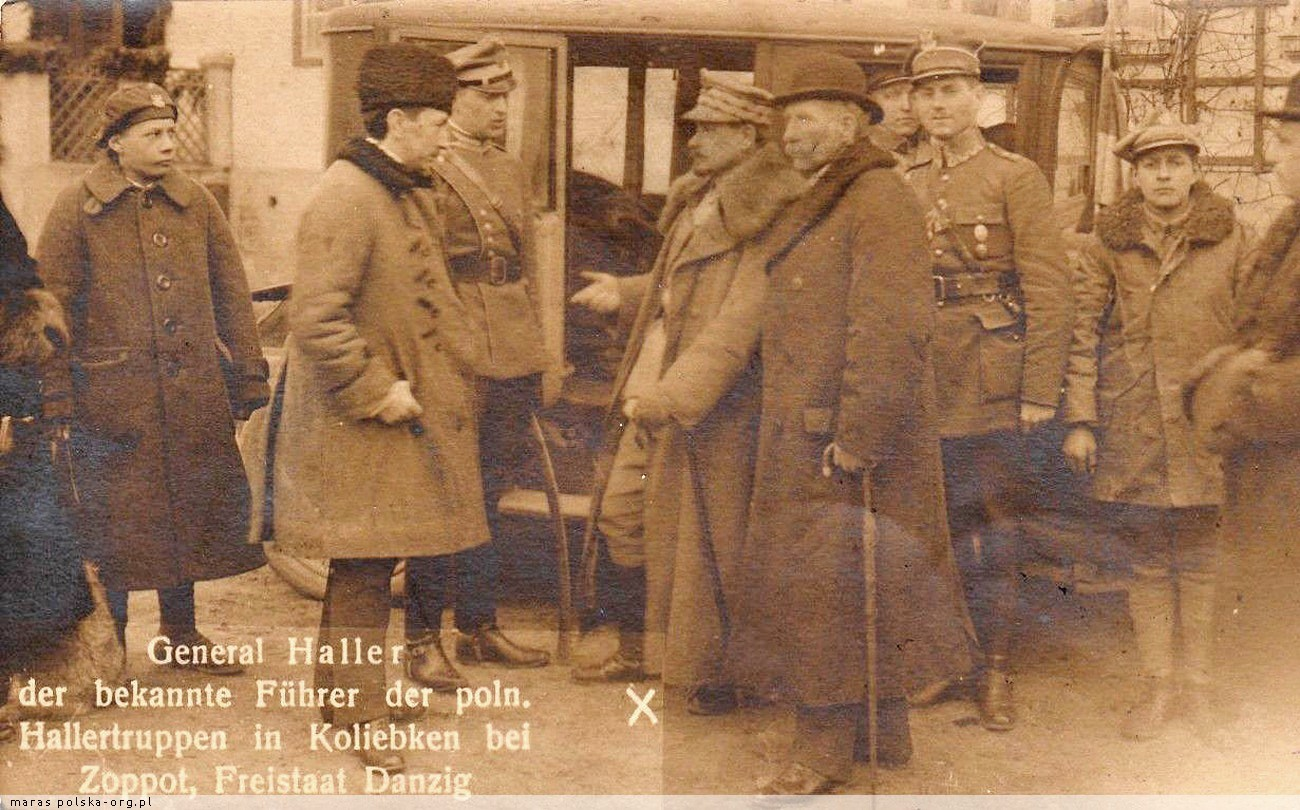
Odwiedziny gen. J. Hallera w Kolibkach (II 1920); drugi od lewej: Witold Kukowski, czwarty: gen. Józef Haller, piąty: wojewoda pomorski Stefan Łaszewski (z archiwum portalu Poloniae Amici polska-org.pl).

W 1919 r. za cenę 2,5 miliona marek odkupił od Waltera von Schützego dobra ziemskie w Kolibkach powodując tym samym włączenie do terytorium polskiego majątku położonego na spornym obszarze styku Wolnego Miasta Gdańska i Polski. 12 lutego 1920 r. Kukowski gościł w swoim majątku gen. Józefa Hallera i wojewodę Stefana Łaszewskiego, wracających z zaślubin Polski z morzem w Pucku, wraz z 2 pułkiem szwoleżerów. 
Północną część obszaru rozparcelował i utworzył tam letnisko, dzielnicę mieszkalną i kąpielisko w Orłowie. W 1922 został udziałowcem Towarzystwa z Ograniczoną Poręką „Stocznia w Gdyni”. W 1928 przekazał nieodpłatnie ziemię pod budowę stacji kolejowej Orłowo Morskie, a w 1929 oddał grunt pod budowę urzędu pocztowego.
Pełnił obowiązki konsula honorowego Estonii w Wolnym Mieście Gdańsku (1921-1939) i otrzymał Order Krzyża Orła III klasy w 1931.
Został przez Niemców wpisany na „czarną listę wrogów Rzeszy”, uwięziony zaraz po wybuchu wojny i zamordowany w Piaśnicy, a jego rodzina wywieziona została do obozów koncentracyjnych.

W 1946 r. majątek Kukowskich, liczący 364 ha ziemi, został znacjonalizowany na mocy dekretu PKWN, będąc następnie przed kilka lat własnością Marynarki Wojennej. W 1991 r. majątek przejęło miasto Gdynia. Od kilkunastu lat o zwrot własności stara się wnuk Witolda Kukowskiego ze Szwecji, tocząc z miastem spór sądowy, który uniemożliwia trwałe zagospodarowanie dworu i jego otoczenia.

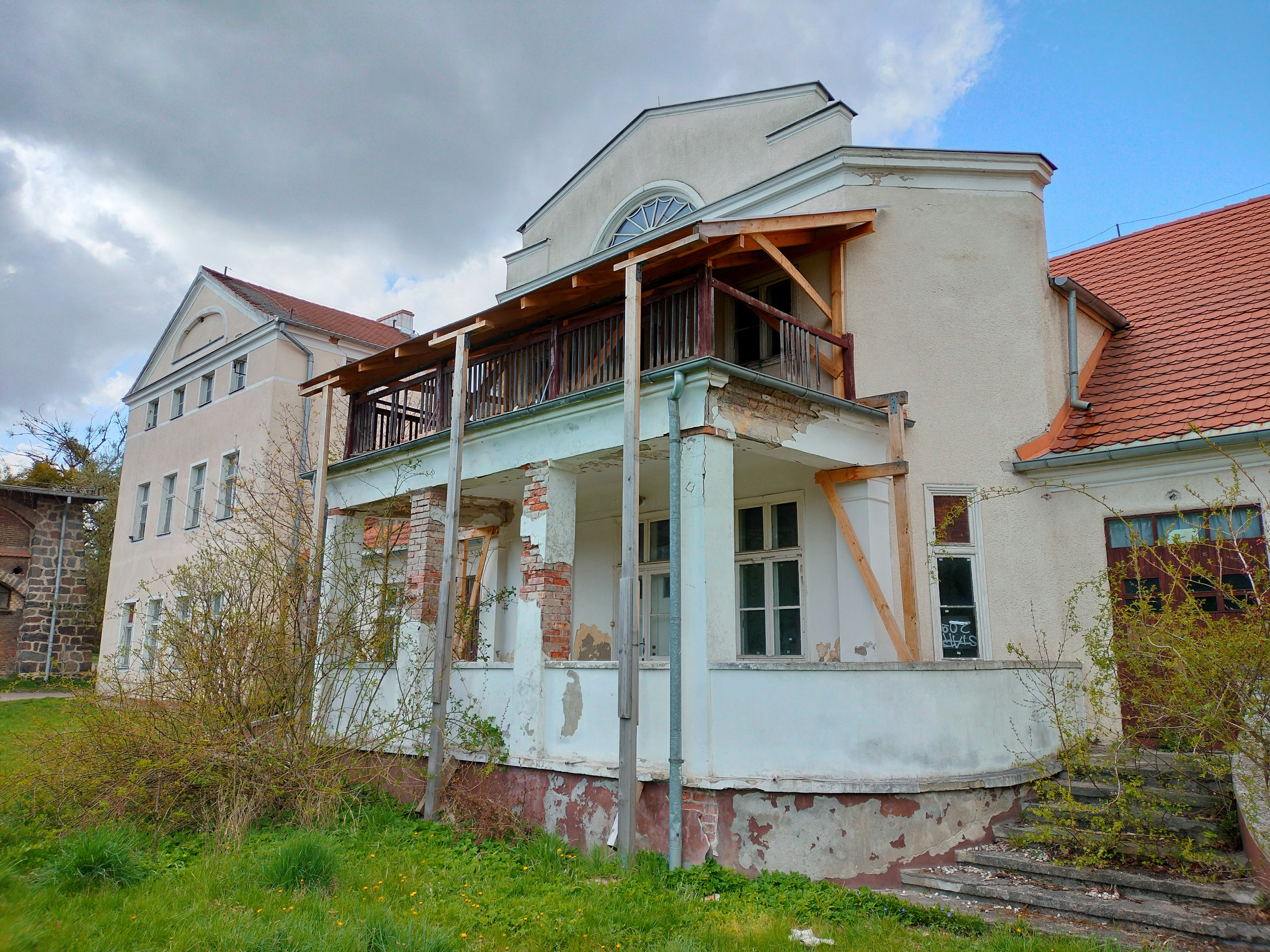
Kolibki - dwór Kukowskich - weranda od frontu - widok w kierunku zachodnim (IV 2023).
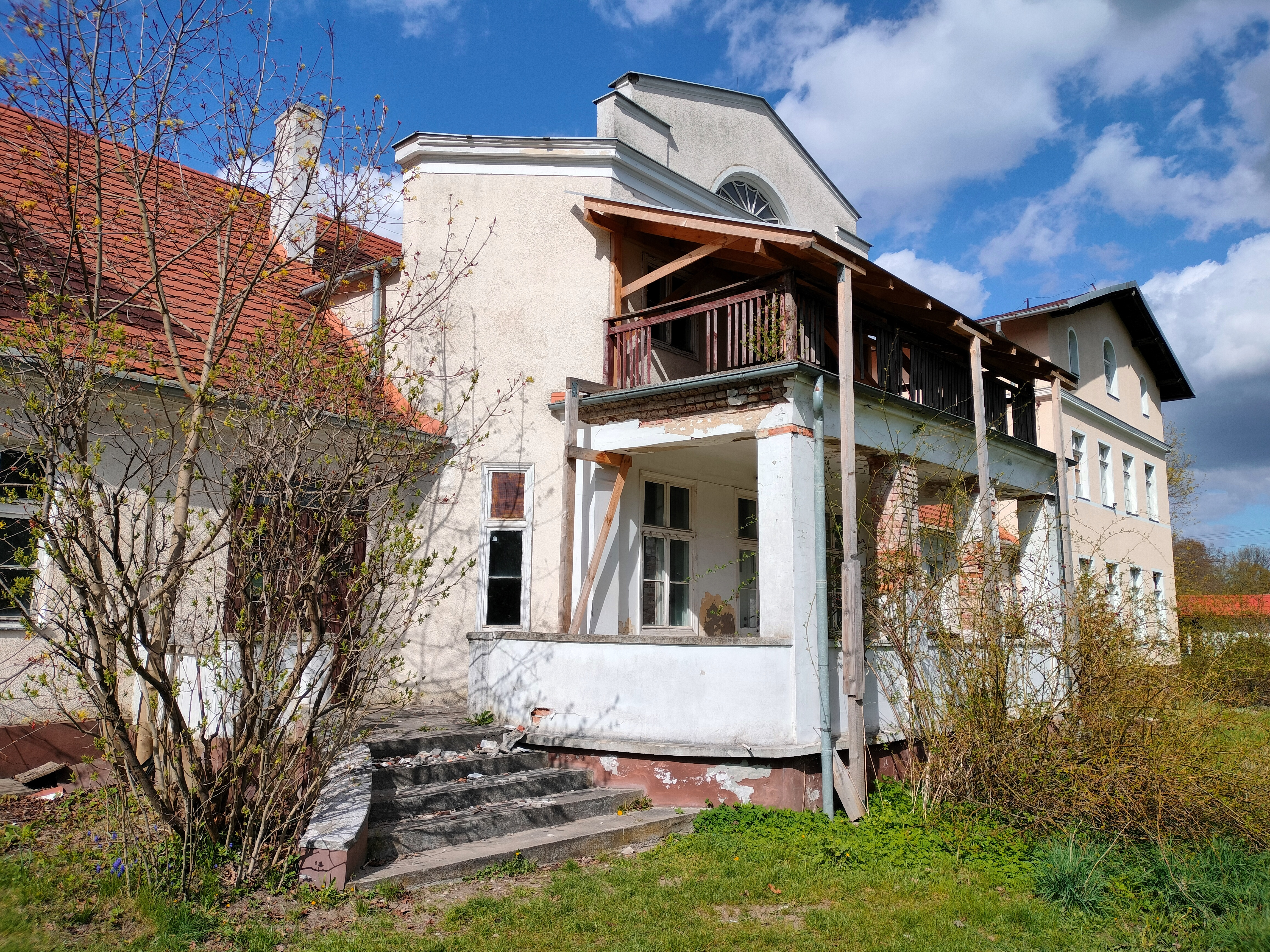
Kolibki - dwór Kukowskich - weranda od frontu - widok w kierunku wschodnim (IV 2023).
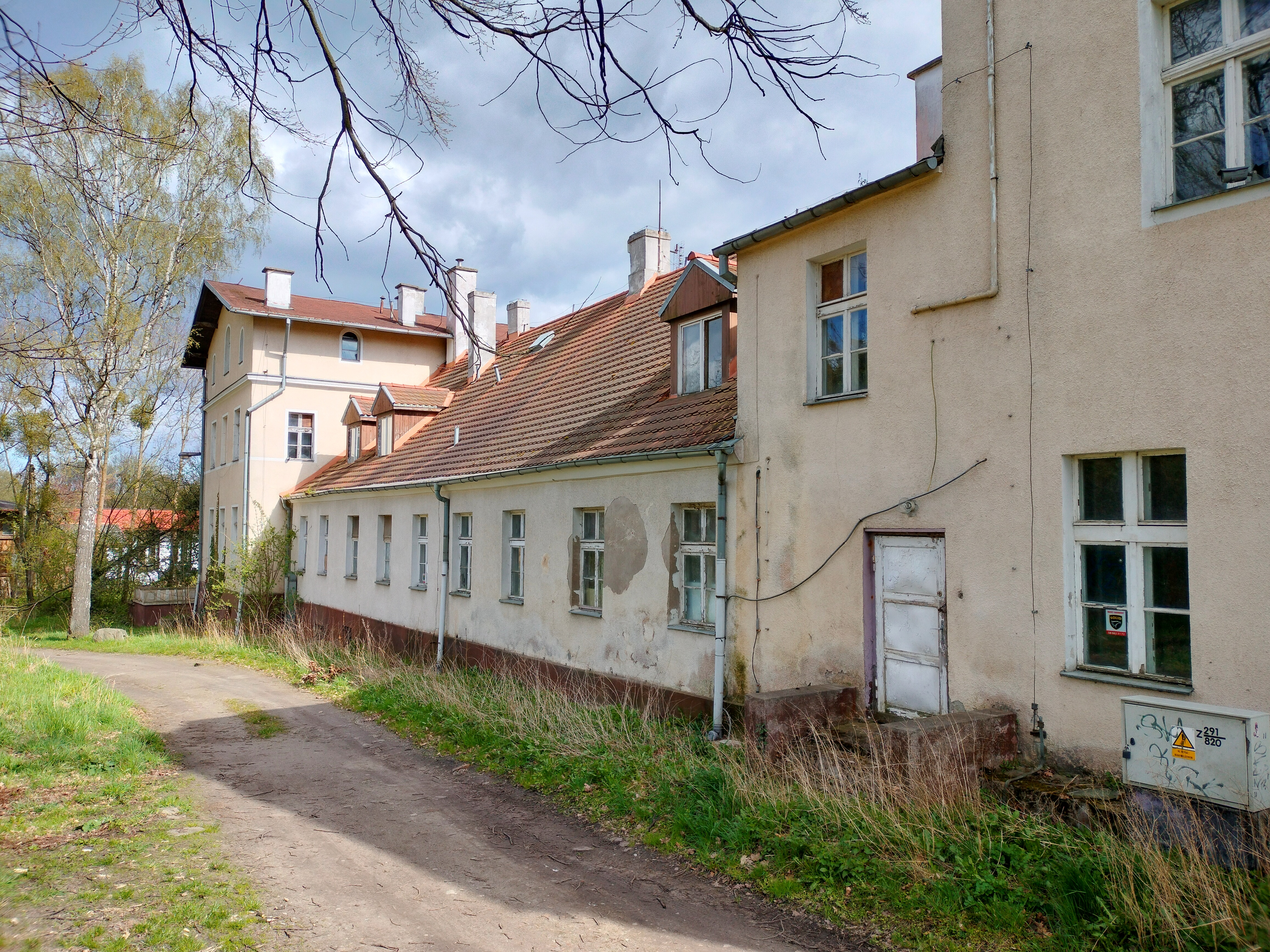
Kolibki - dwór Kukowskich - fasada tylna (IV 2023).
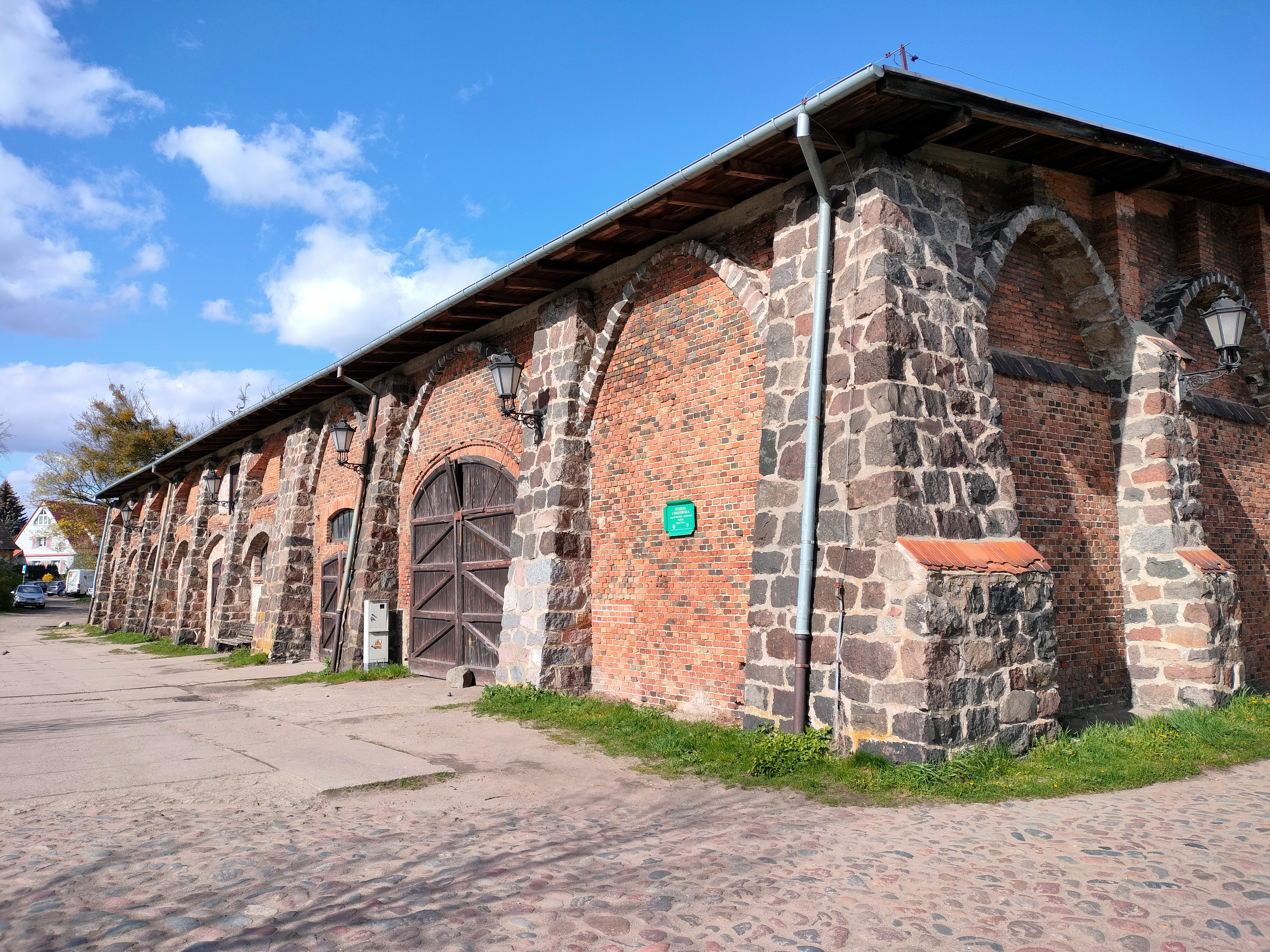
Kolibki - dwór Kukowskich - dawna stajnia - elewacja zachodnia (IV 2023).
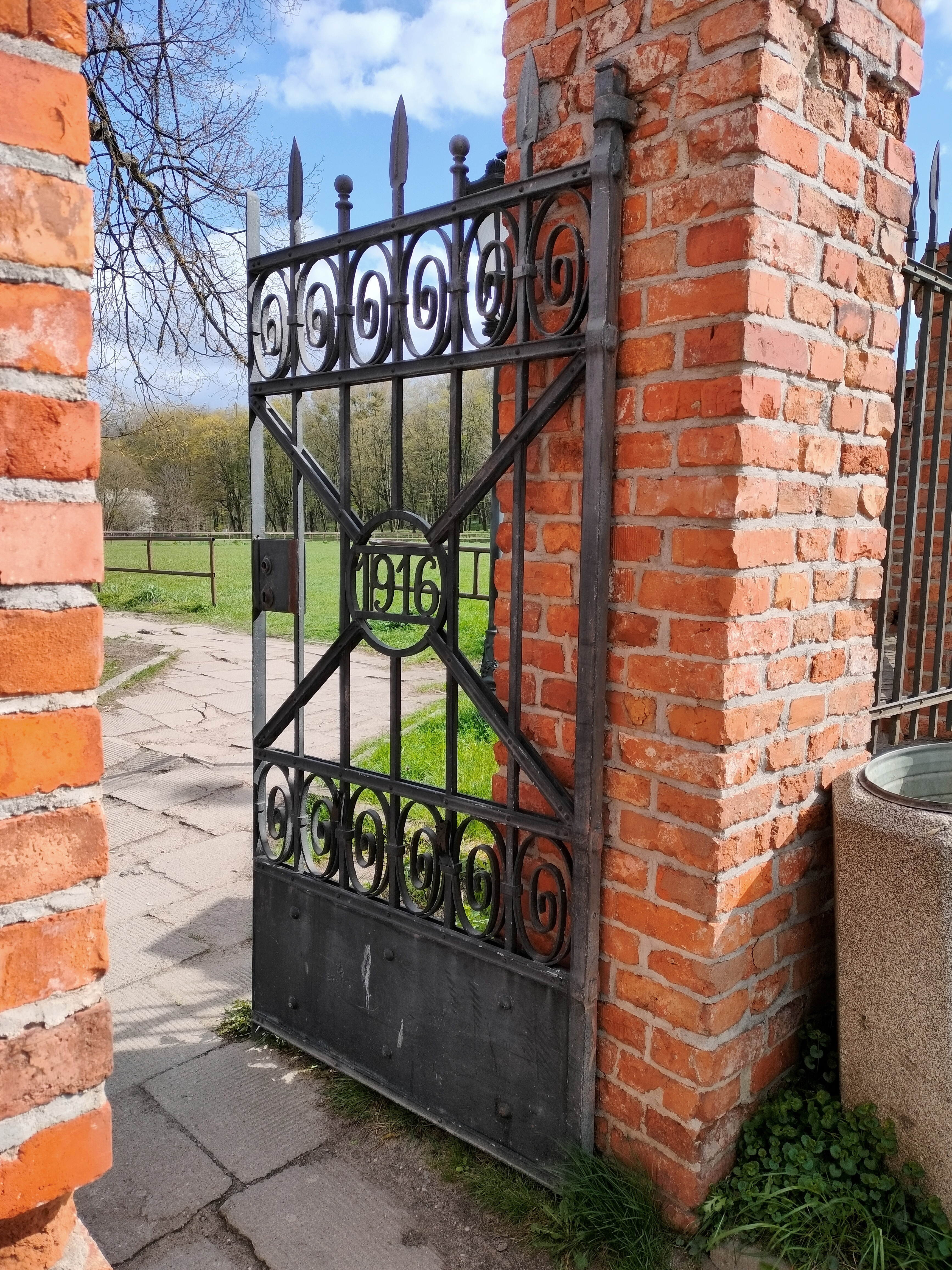
Kolibki - dwór Kukowskich - furtka z datą 1916 (IV 2023).

## Rodzina
Od 1913 r. był żonaty z Zofią Benke (zm. 13 IX 1958 r. w Lund), z którą miał trójkę dzieci: Janinę – studentkę uniwersytetu w Poznaniu, zm. we wrześniu 1942 r. w obozie koncentracyjnym w Oświęcimiu (nr obozowy 7453), Olgierda – handlowca, więźnia Dachau, zm. w 1981 r. w Sztokholmie, Krasnę – kustosza Muzeum Historycznego w Lundzie. 

## Upamiętnienie
W 2002 r. z inicjatywy Rady Dzielnicy Orłowo imieniem Witolda Kukowskiego nazwano nadmorską aleję w Gdyni-Orłowie, stanowiącą przedłużenie Promenady Królowej Marysieńki.

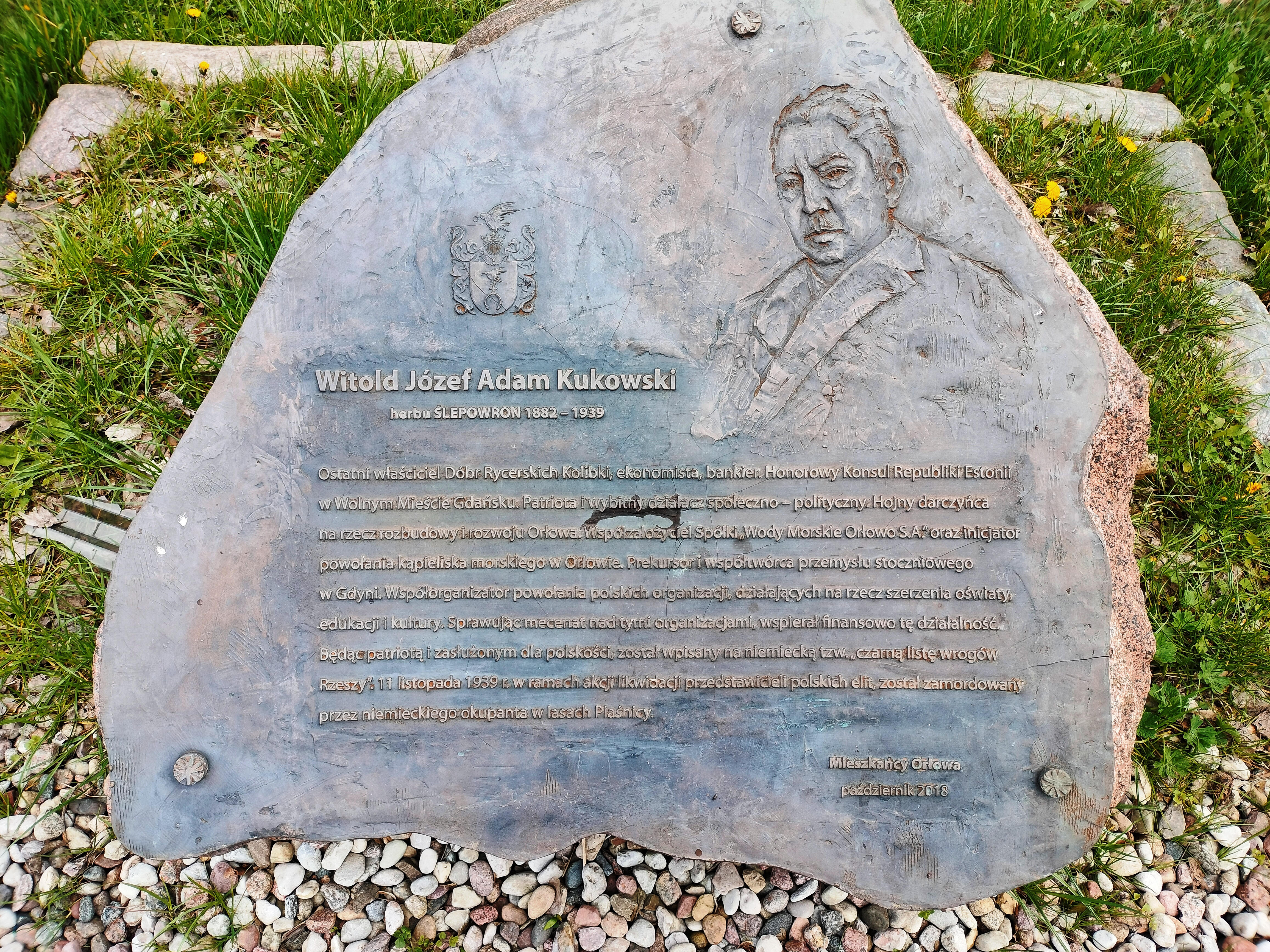
Kamień z tablicą upamiętniającą Witolda Kukowskiego w parku przy dworze w Gdyni-Kolibkach (XI 2018).

W listopadzie 2018 r. w parku obok dworu w Kolibkach (pomiędzy dworem a tzw. grotą Marysieńki, w pobliżu budynku Biura Ogrodnika Miasta) odsłonięto nieduży kamień z tablicą pamiątkową ku czci W. Kukowskiego. Na uroczystości byli, m.in., obecni: ambasador Republiki Estońskiej w Polsce Martin Roger, przewodnicząca Rady Miasta Gdyni Joanna Zielińska oraz Henryk Wiszniowski, wiceprzewodniczący Rady Dzielnicy Orłowo, który w swoim wystąpieniu powiedział m.in.: Niektórzy nam mówią, że poświęcamy mały kamień, aby upamiętnić wielkiego człowieka. My chcemy podkreślić, że to jest kamień stąd. Nie ma tu elementu obcego, ani betonu, ani szkła. Ten kamień jest z Kolibek. 